# Mexitrichia leei
Mexitrichia leei är en nattsländeart som beskrevs av Oliver S. Flint Jr. 1974. Mexitrichia leei ingår i släktet Mexitrichia och familjen stenhusnattsländor. Inga underarter finns listade i Catalogue of Life.